# Gromada Nowa Wieś (Powiat Zawierciański)
Gromada Nowa Wieś war eine Verwaltungseinheit in der Volksrepublik Polen zwischen 1954 und 1959. Verwaltet wurde die Gromada vom Gromadzka Rada Narodowa dessen Sitz sich in Mierzęcice befand und der aus 10 Mitgliedern bestand. Die Gromada Nowa Wieś gehörte zum Powiat Zawierciański in der Woiwodschaft Katowice (damals Stalinogród) und bestand aus drei Sołectwa, den ehemaligen Gromadas Nowa Wieś, Najdziszów und Zawada und einigen Waldgebieten der aufgelösten Gmina Mierzęcice. Zum 31. Dezember 1959 wurde die Gromada aufgelöst und der Gromada Mierzęcice zugeordnet.

## Anmerkung
1. ↑  Gromadas bestanden auch nach dem Zweiten Weltkrieg als Hilfseinheit der Gemeinden.